# والتر كوكس
والتر كوكس (بالإنجليزية: Walter Cox) (1 يناير 1872 بساوثهامبتون في المملكة المتحدة - 1 يناير 1930) هو لاعب كرة قدم بريطاني (وحمل سابقاً جنسية المملكة المتحدة لبريطانيا العظمى وأيرلندا) في مركز حراسة المرمى. لعب مع بريستون نورث إيند ومانشستر سيتي ونادي بوري ونادي دندي ونادي ساوثهامبتون ونادي ميلوول وBedminster F.C. ‏ وRoman Glass St George F.C. ‏.